# Eddie Jackson
Eddie Jackson (nacido el 10 de diciembre de 1993) es un jugador profesional estadounidense de fútbol americano que juega en la posición de free safety y actualmente milita en los Baltimore Ravens de la National Football League (NFL).

## Biografía
Jackson asistió a la preparatoria Boyd H. Anderson High School en Lauderdale Lakes, Florida, donde practicó fútbol americano. Al finalizar la preparatoria, fue considerado como un atleta de tres estrellas y el 43.º mejor wide receiver de la nación por Rivals.com.
Posteriormente, asistió a la Universidad de Alabama donde jugó con los Alabama Crimson Tide desde 2013 hasta 2016. Inició su carrera en Alabama como esquinero, y como verdadero estudiante de primer año en 2013 jugó en siete juegos donde tuvo 19 tacleadas y una intercepción. Se rompió el ligamento cruzado anterior en abril de 2014, pero regresó ese año para jugar en 11 juegos, incluyendo 10 como titular donde registró 41 tacleadas, una captura (sack) y una intercepción. En 2015, cambió su posición de esquinero a profundo y registró 46 tacleadas y seis intercepciones. Fue nombrado como el Jugador Defensivo Más Valioso del Campeonato Nacional de Fútbol Universitario de 2016, luego de registrar tres tacleadas y una intercepción contra Clemson en la victoria por 45-40. En la octava semana de la temporada 2016, Jackson se fracturó la pierna izquierda contra Texas A&M poniendo fin a su temporada sénior, donde anotó touchdown en dos devoluciones de despeje y una intercepción.

## Carrera

### Chicago Bears
Jackson fue seleccionado por los Chicago Bears en la cuarta ronda (puesto 112) del Draft de la NFL de 2017, y firmó un contrato de cuatro años por $3.06 millones con $665,797 garantizados y un bono por firmar de $665,797. El entrenador en jefe John Fox nombró a Jackson como el profundo libre titular para comenzar la temporada.
El 22 de octubre de 2017, Jackson registró cuatro tacleadas en solitario, desvió un pase, hizo la primera intercepción de su carrera, recuperó un balón suelto y anotó dos touchdowns durante la victoria de los Bears por 17-3 sobre los Carolina Panthers. Obtuvo el premio al Jugador Defensivo de la Semana de la NFC y se convirtió en el primer jugador en la historia de la NFL con múltiples touchdowns defensivos de más de 75 yardas en el mismo juego. Terminó su temporada como novato con 73 tacleadas, seis pases desviados, dos intercepciones y dos touchdowns en 16 juegos como titular.
En 2018, Jackson y Adrian Amos fueron los profundos titulares bajo el nuevo entrenador en jefe Matt Nagy. Jackson fue titular en 14 encuentros y registró 51 tacleadas, 15 pases desviados, seis intercepciones y tres touchdowns, por lo que fue nombrado a su primer Pro Bowl al final de la temporada. También fue declarado Jugador Defensivo del Mes de la NFC por su desempeño durante el mes de noviembre, donde logró 13 tacleadas, dos intercepciones, un balón suelto forzado y otro recuperado, y tres touchdowns. Recibió una calificación general de 93.2 de Pro Football Focus en 2018, la mejor calificación entre todos los profundos calificados. También fue nombrado para el primer equipo All-Pro junto con sus compañeros de equipo Khalil Mack, Kyle Fuller y Tarik Cohen.
En 2019, Jackson inició los 16 juegos de la temporada junto a Ha Ha Clinton-Dix, y registró 60 tacleadas, una captura, cinco pases defendidos, dos intercepciones, un balón suelto forzado y otro recuperado. Fue invitado por segunda ocasión al Pro Bowl junto a Mack, Fuller y Cordarrelle Patterson.
El 3 de enero de 2020, los Bears firmaron a Jackson con una extensión de contrato de $58.4 millones por cuatro años, lo que lo convirtió en el profundo mejor pagado de la NFL para ese momento. En 16 juegos como titular junto al profundo Tashaun Gipson, registró una marca personal de 82 tacleadas y tres balones sueltos forzados, aunque no logró interceptar ningún pase.

Baltimore Ravens
El 19 de Julio se oficializó la incorporación de Eddie Jackson a los Baltimore Ravens con un contrato por un año.

## Estadísticas generales
|  | Seleccionado al Pro Bowl |

| Año   | Equipo | Juegos | Juegos | Tacleadas | Tacleadas | Tacleadas | Tacleadas | Intercepciones | Intercepciones | Intercepciones | Intercepciones | Intercepciones | Intercepciones | Balones sueltos | Balones sueltos | Balones sueltos | Balones sueltos |
| Año   | Equipo | GP     | GS     | Comb      | Total     | Ast       | Sck       | PDef           | Int            | Yds            | Avg            | Lng            | TDs            | FF              | FR              | Yds             | TDs             |
| ----- | ------ | ------ | ------ | --------- | --------- | --------- | --------- | -------------- | -------------- | -------------- | -------------- | -------------- | -------------- | --------------- | --------------- | --------------- | --------------- |
| 2017  | CHI    | 16     | 16     | 73        | 55        | 18        | 0.0       | 6              | 2              | 82             | 41.0           | 76             | 1              | 1               | 3               | 75              | 1               |
| 2018  | CHI    | 14     | 14     | 51        | 41        | 10        | 1.0       | 15             | 6              | 81             | 13.5           | 41             | 2              | 2               | 1               | 65              | 1               |
| 2019  | CHI    | 16     | 16     | 60        | 51        | 9         | 1.0       | 5              | 2              | 18             | 9.0            | 14             | 0              | 1               | 1               | 3               | 0               |
| 2020  | CHI    | 16     | 16     | 82        | 63        | 19        | 0.0       | 5              | --             | --             | --             | --             | --             | 3               | 1               | 8               | 1               |
| Total | Total  | 62     | 62     | 266       | 210       | 56        | 2.0       | 31             | 10             | 181            | 18.1           | 76             | 3              | 7               | 6               | 151             | 3               |

Fuente: Pro-Football-Reference.com